# قطعنامه ۱۳۹۲ شورای امنیت
قطعنامه ۱۳۹۲ شورای امنیت سازمان ملل متحد که در تاریخ ۳۱ ژانویه ۲۰۰۲ تصویب شد، سندی بین‌المللی دربارهٔ اوضاع در تیمور شرقی است. این قطعنامه طی نشست ۴۴۶۳ام با ۱۵ رای موافق، ۰ مخالف و ۰ ممتنع تصویب شد.